# Carel Frederik Wesselman (1780-1853)
Carel Frederik Wesselman, heer van Helmond (Utrecht, 19 februari 1780 − kasteel Helmond, 5 april 1853) was fabrikant, maire (burgemeester) van Helmond, districtscommissaris van Eindhoven, secretaris van de Departementale Commissie van Landbouw en kerkmeester van de Helmondse Hervormde Gemeente. Hij trouwde in 1817 met Elizabeth Maria Spoor (1787-1841).

## Leven
Wesselman werd in 1780 geboren te Utrecht, als zoon van Anna Sebilla Wilhelmina Plencker en Carel Frederik Wesselman (1746-1825). Hij kreeg vanaf 1798 een opleiding aan een exclusieve school in Duisburg (Dld.). In 1802 promoveerde hij tot meester in de rechten aan Universiteit Leiden. Na zijn opleiding ontwikkelde hij zich tot de belangrijkste steunpilaar van zijn vader bij het beheer van het uitgebreide onroerend goed. Ook hij ontwikkelde zich tot een erkend landbouwdeskundige. Tijdens zijn opleiding in Duisburg was daar ook sterk de nadruk op gelegd. Derhalve werd ook hij een vooraanstaand lid van de Commissie van Landbouw, waarvan hij van 1806-1850 het secretariaat voerde. Carel Frederik was een groot bewonderaar van de Duitse fysiocraat Albrecht Thaer (1752-1828), door landbouwkundigen aangeduid als de grondlegger van de moderne landbouwwetenschap. Die bewondering ging zo ver dat hij vertalingen publiceerde uit Thaer's 'Einleitung zur Kentnisse der englischen Landwirtschaft' en diens 'Annalen des Akkerbauers' in het 'Magazijn van Vaderlandsche Landbouw' (het eerste Nederlandse landbouwtijdschrift) van Jan Kops. Zijn grote belangstelling voor de landbouw blijkt ook uit de boeken die hij bij erkende boekhandelaren als A.J. Thieme in Zwolle aanschafte.
Met het geld van zijn vader, diens volle instemming en diens zakelijk instinct op de achtergrond werd de jonge Wesselman tot de bedrijfsleider van zijn vader toen deze zich op het industriële pad begaf. Vanaf 1802 exploiteerde hij een korenbranderij en jeneverstokerij, vanaf 1811 trad hij op als compagnon in de blekerij, weverij en damastweverij 'Wesselman, Bogaers en Sanders'. Als industrieel werd hij lid van de 'Nederlandsche Maatschappij ter bevordering van de nijverheid in het departement 's-Hertogenbosch' en de 'Nederlandsche Huishoudelijke Maatschappij'. Daarnaast was hij was hij compagnon in de wolweverij van zijn vader.
In tegenstelling tot zijn vader interesseerde de jonge Wesselman zich voor godsdienstige aangelegenheden. Hij was van 1806 tot 1845 kerkmeester van de Helmondse Hervormde gemeente en nam in 1839 zitting in het 'Provinciaal College van Toezicht over de kerkelijke administratie van de hervormden in Noord-Brabant'. Zijn betrokkenheid kan ook blijken uit het lidmaatschap van het 'Nederlandsche Gods-dienstige Traktaat-Genootschap'. Wat opmerkelijk is, is dat de jonge Carel Frederik een scheiding tussen kerk en staat beoogde; erg ongebruikelijk in die tijd.
In 1810 werd Wesselman benoemd tot maire van Helmond, een functie waarin hij voor de eerste keer ambtelijke ervaring op deed als voornaam ambtenaar. In 1814 zette hij zijn loopbaan voort als districtscommissaris, een functie die hij tot de opheffing daarvan in 1850 met grote autoriteit uitoefende. Een benoeming in het Gedeputeerd Bestuur van Brabant weigerde hij "wijl zijn verblijf dan bestendig in 's Bosch zou moeten zijn, 8 uur van hier en het hem niet convenieert wegens mijn hoge jaren en groten omslag van landerijen om zig zo ver van huis te verwijderen". Vanaf 1846 werd hij in zijn ambt gesteund door zijn zoon Carel Frederik (III), die aangesteld werd als plaatsvervangend districtscommissaris. De pogingen die hij aanwendde om zijn zoon als districtscommissaris op te laten volgen faalden tot zijn grote teleurstelling.
In 1841 werd Wesselman in de adelstand verheven; vanaf 1881 verkregen zijn afstammelingen vergunning het achtervoegsel van Helmond aan hun naam toe te voegen.

## Nageslacht
Elizabeth Maria Spoor en Carel Frederik Wesselman kregen in hun huwelijk onder anderen drie ongehuwde zoons die elkaar beurtelings opvolgden als gemeenteraadslid na overlijden en die allen op kasteel Helmond overleden. Zij heetten:
- jhr. mr. Carel Frederik Wesselman, heer van Helmond (1819-1870), lid gemeenteraad en wethouder van Helmond
- jhr. Willem Lodewijk Joost Wesselman (1821-1879), lid gemeenteraad van Helmond
- jhr. Adriaan Gillis Wesselman van Helmond (1828-1895), lid gemeenteraad van Helmond

- International Standard Name Identifier: 0000 0003 9253 2516
- Nederlandse Thesaurus van Auteursnamen: 073455989
- Virtual International Authority File: 286599229
- WorldCat: E39PBJcgxyF8VkDGx6d7kMhyh3